# あいつはママのボーイフレンド
『あいつはママのボーイフレンド』（原題：My Mom's New Boyfriend）は、2008年に製作されたドイツ、アメリカ合衆国の映画。
アメリカ合衆国やドイツ、日本などではDVDスルーとなった。

## ストーリー
トミーは美術館の聖母子像を狙ってシュリーブポートを訪れ、マーティーという女性とひかれあう。だが、マーティーの息子は現役のFBI捜査官だった。

## キャスト
| 役名       | 俳優                   | 日本語吹替 |
| ---------- | ---------------------- | ---------- |
| トミー     | アントニオ・バンデラス | 小山力也   |
| マーティ   | メグ・ライアン         | 佐々木優子 |
| ヘンリー   | コリン・ハンクス       | 小野塚貴志 |
| エミリー   | セルマ・ブレア         | 水野千夏   |
| エンリコ   | エンリコ・コラントーニ | 丸山壮史   |
| ジャン     | イーライ・ダンカー     | 鈴森勘司   |
| ニコ       | トム・アダムス         | 岐部公好   |
| フェルダー | ジョン・ヴァルデテロ   | 東城光志   |
| コンラッド | キース・デイヴィッド   | 里卓哉     |
| ワグナー   | マーク・ミード         | 中嶋将平   |
| シスネロス | タリ・マーケル         | 松井瑠美子 |
| シンプソン | ジェフ・フリード       | 渡辺慎平   |
| 踊り子     | ジュリー・ロット       | うえだ星子 |